# 田沢湖
田沢湖（たざわこ）は、秋田県仙北市にある淡水湖。一級河川雄物川水系に属する。日本で最も深い湖であり、日本で19番目に広い湖沼でもある。その全域が田沢湖抱返り県立自然公園に指定されており、日本百景にも選ばれている景勝地である。1956年（昭和31年）から2005年（平成17年）まで存在した自治体である田沢湖町の名の由来であり、現在も旧田沢湖町の区域の地名冠称として使われている。

## 地理

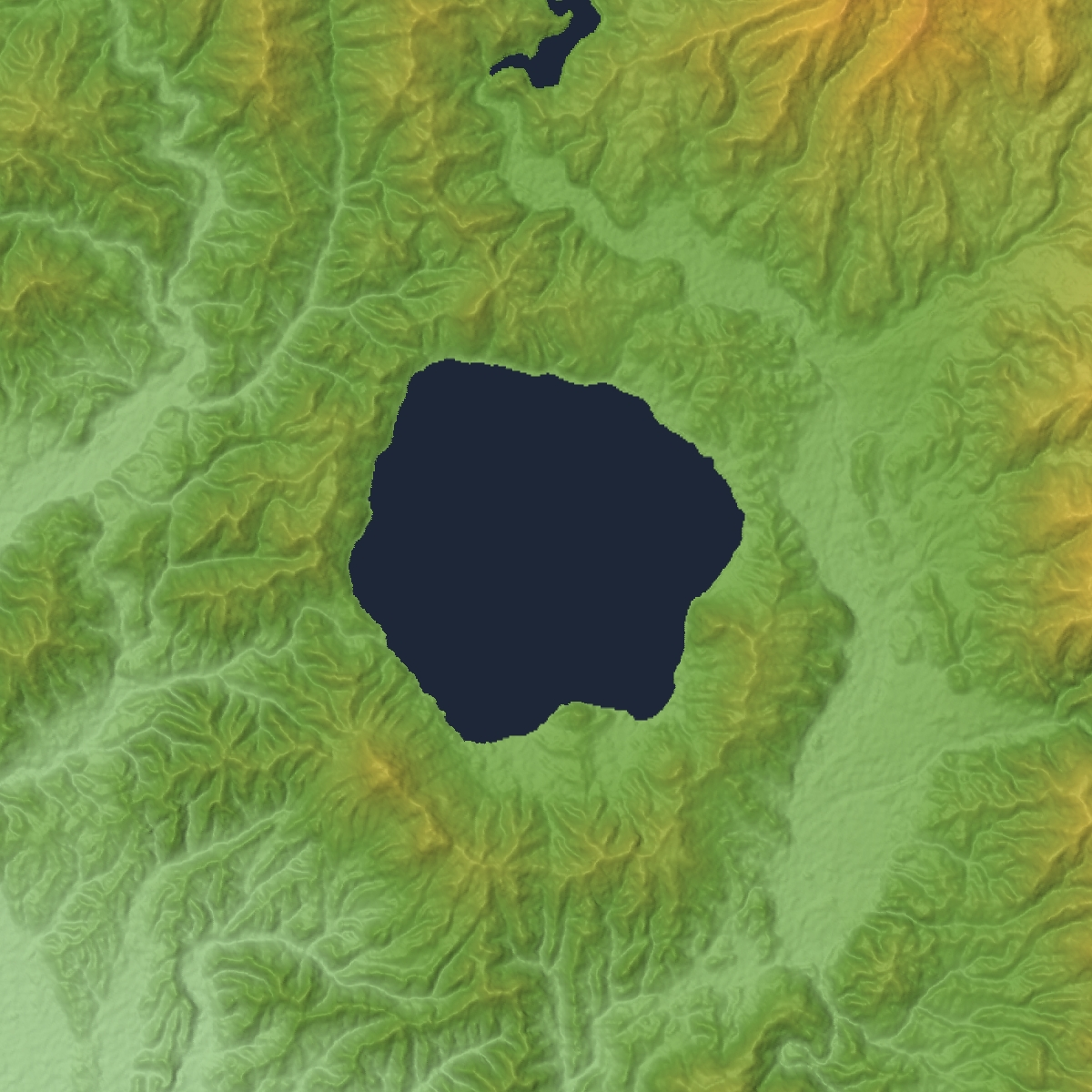
田沢湖カルデラの地形図

秋田県の中東部に位置する。円形で直径は約6km、最大深度は423.4mで日本第1位（第二位は支笏湖、第三位は十和田湖）、世界では17番目に深い湖である。世界で最も深い湖であるバイカル湖になぞらえて「日本のバイカル湖」とも呼ばれる。
湖面標高は249mであるため、最深部の湖底は海面下174.4mということになる。真冬でも湖面が凍り付くことはない。
流入河川は小規模な沢しかなく、豊富な水量は湖底の湧水が支えているものと考えられている。流出河川は西部の潟尻川で、桧木内川・玉川を経て雄物川に合流する。人工の水路としては、北部に玉川から田沢湖発電所を経由する流入路、北東部に先達川（玉川支流）からの流入路、南東部に生保内発電所を経由して玉川への流出路が存在する。

## 成因
過去には隕石クレーター説なども検討されたことがあるが、調査の結果、180万年前から140万年前の爆発的噴火によるカルデラとの説が有力である。しかし田沢湖の容積分の噴出物がどこに行ったのかが未解決の問題として残されており、田沢湖をカルデラと呼ぶかどうかは専門家の間でも意見が分かれるところである。なお、湖底には辰子堆（比高100-300 m）と振興堆（比高250 m）の2つの溶岩ドームがあることが分かっている。

## 開発史
古くから漁業が行われ、1715年（正徳5年）には固有種であるクニマスに関する最古の記述が出ており、久保田藩主の佐竹氏および分家の佐竹北家（角館佐竹家）の献上品として利用されてきた。明治期末から田沢湖でクニマスの孵化放流事業も試みられ、1935年（昭和10年）には約8万8千匹の漁獲高があったという。
戦時体制下の1940年（昭和15年）、食糧増産と電源開発計画のために湖水を発電用水・農業用水として利用しようと、近くを流れる玉川からpH1.1という国内屈指の強酸性の源泉を含んだ水を湖に導入する水路が作られた。魚の絶滅を心配する声は当時もあったが、住民が国策に反対できる時代ではなく、約70人いた漁師はわずかな補償金と引き換えに漁業の職を失い、ほとんどの魚類が数年で姿を消した。
その後酸性化が進み、玉川下流の農業用水の被害も深刻になったため、県は玉川温泉の水を中和する施設の設置を国に要望し、1989年10月に中和施設が完成した。これによって湖面の水質は中性化していったが、今なお湖全体の水質回復には至っていない。

### 水深測定
田沢湖が深い湖である事は昔から知られていたが、初めて測定されたのは1909年（明治42年）、湖沼学者の田中阿歌麿が麻縄に重りをつけ沈めて、397mを記録した時だった。翌年、秋田県水産試験場が同様に413m、1926年（大正15年）には田中舘愛橘がワイヤーロープで425mを記録した。1937年（昭和12年）から3年間行われた吉村信吉の調査では大まかな地形が明らかになった。湖底には2つの小火山丘があり、湖底平坦部の北西寄りに位置する直径約1kmのものを振興堆、南岸近くの直径約300mのものを辰子堆と命名した。また大沢地区の近くに傾斜50°・深さ300mの断崖があることも発見した。

## 水質
かつては火山性・ミネラル分の高い水質と流入河川の少なさのため、1931年（昭和6年）の調査では摩周湖に迫る31mの透明度があり、水産生物も豊富であった。しかし、発電所の建設と農業振興（玉川河水統制計画）のために1940年（昭和15年）1月20日から導入した玉川の水は、源流のひとつである玉川温泉が源泉時点でpH1.1、流入時点で pH3.3〜3.5程度という強酸性の水であり（玉川毒水・玉川悪水と呼ばれる）、導入から約7年後の田沢湖は pH 5.0～5.5、約8年後には pH 4.3～5.3 へと酸性化が進行した。
酸性水を導入した結果、水力発電所施設の劣化も促進されたほか、農業用水も酸性化し稲作に適さなくなったため、農業用水（田沢疎水）の取水位置の変更や取水用水の中性化も行われた。
1972年（昭和47年）から石灰石を使った本格的な中和処理が始まり、1991年（平成3年）には抜本的な解決を目指して玉川酸性水中和処理施設が本運転を開始。湖水表層部は徐々に中性に近づいてきているが、2000年（平成12年）の調査では深度200メートルでpH5.14 - 5.58、400メートルでpH4.91と、湖全体の水質回復には至っていない。
2015年（平成27年）10月6日から8日にかけて、海上技術安全研究所の水中カメラ付きロボットにより、田沢湖の3か所（湖底最深部の湖心付近、「振興堆」、「辰子堆」）で湖底調査が行われた。その結果、水深70メートルまで日光が入り込むほど透明度が高いこと、湖底が白い沈殿物で覆われていること（現時点では成分は不明）、湖底の生物、人工物、温泉などは確認できなかったことなどが明らかにされた。

### 生物相の変化
1940年以前に生息していたとされる主な魚類は、クニマス、ヒメマス（十和田湖より移入）、ウグイ、アメマス、ギギ、イワナ、コイ、ナマズ、ウナギ。
1940年の玉川悪水導入は魚類だけでなく、動物性プランクトンの分布相にも変化を与えている。魚類は酸性に強いウグイが残り、酸性に弱いサケ科魚類やコイは確認されなくなった。一方、残存したウグイは優占種となったことで大型化した。
1948年の調査では、ウグイ、アメマス、ギギの生息が報告されている。生息が確認できなくなった魚類（サケ科魚類、コイ、ウナギ）の中には田沢湖の固有種であったクニマスも含まれており、開発によって絶滅したと長年にわたって扱われてきた。1995年から1998年にかけて、当時の田沢湖町の観光協会が「深湖魚国鱒を探しています」というキャンペーンを多額の懸賞金を懸けて実施したが、クニマスは発見されなかった。しかし2010年（平成22年）になって、山梨県の西湖で過去に試験的に卵が放流されており現在も生存していることが確認され、「クニマス再発見」の一大ニュースとなった。これがきっかけで、2011年（平成23年）11月に西湖との姉妹湖提携が行なわれた。クニマスの里帰りも計画されているが、前述の水質悪化が改善されておらず実現していない。
2017年7月1日、西湖を所管する山梨県から借り受けたクニマスやヒメマスを展示する「田沢湖クニマス未来館」が湖畔に開館した。
中和対策実施後の生息魚類は、ウグイ、コイ、ギンブナ。

## 伝承

### 名称
田沢湖という名称は、明治時代に入ってから定着したと考えられている。それまでの資料では、田沢の潟、辰子潟などと記録されていた。それぞれの古名の由来は「田沢村の潟」という意味、アイヌ語で「盛り上がった円頂の丘」を意味するタㇷ゚コㇷ゚が変化した説などが考えられている。
いわゆる「辰子姫」（「辰子伝説」の節を参照）も以前は「鶴子」などとされており名称には変遷があったと考えられている。それらの変遷や由来は明らかではないが、「鶴子」は熊野神社信仰との関係性、今日広く知られている「辰子」は、田沢湖の古名である辰子潟から転じたとする説がある。

### 辰子伝説

田沢湖と辰子像（舟越保武作）

田沢湖周辺には、（イワナを食い）水をがぶ飲みして龍の体になった辰子と八郎がやがてめぐり合って夫婦になったという伝説がある。
田沢湖のほとり神成村に辰子（タッ子、または金鶴（カナヅ）子ともいわれる）という名の娘が暮らしていた。辰子は類いまれな美しい娘であったが、その美貌に自ら気付いた日を境に、いつの日か衰えていくであろうその若さと美しさを何とか保ちたいと願うようになる。辰子はその願いを胸に、村の背後の院内岳は大蔵観音に、百夜の願掛けをした。必死の願いに観音が応え、山深い泉の在処を辰子に示した。そのお告げの通り泉の水を辰子は飲んだが、急に激しい喉の渇きを覚え、しかもいくら水を飲んでも渇きは激しくなるばかりであった。狂奔する辰子の姿は、いつの間にか龍へと変化していった。自分の身に起こった報いを悟った辰子は、田沢湖に身を沈め、そこの主として暮らすようになった。
辰子の母は、山に入ったまま帰らない辰子の身を案じ、やがて湖の畔で辰子と対面を果たした。辰子は変わらぬ姿で母を迎えたが、その実体は既に人ではなかった。悲しむ母が、別れを告げる辰子を想って投げた松明が、水に入ると魚の姿をとった。これが田沢湖のクニマスの始まりという。
北方の海沿いに、八郎潟という湖がある。ここは、やはり人間から龍へと姿を変えられた八郎太郎という龍が、ついの住み家と定めた湖であった。しかし八郎は、いつしか山の田沢湖の主・辰子にひかれ、辰子もその想いを受け容れた。それ以来八郎は辰子と共に田沢湖に暮らすようになり、主のいなくなった八郎潟は年を追うごとに浅くなり、主の増えた田沢湖は逆に冬も凍ることなくますます深くなったのだという。
一部では、タッ子（辰子）には不老不死の願望があったが、のちに夫となる八郎にはその願望はなく、たまたま同じ行為にふけるうち、「唯、岩魚を食ひ、水を鯨飲してゐるうちに龍體となつてしまつた」とも語り継がれていた。
なお、湖の北岸にある御座石神社には、辰子が竜になるきっかけとなった水を飲んだと言われる泉がある。
田沢湖の湖畔には辰子伝説にまつわる像が4体あり、漢槎宮近くにある舟越保武作の「たつこ像」の他に、湖の東岸にある「辰子観音」、北岸にある「姫観音像」、御座石神社境内にある「たつこ姫像」がある。

## 気候
近くに存在する駒ヶ岳や奥羽山脈の影響を直接受けやすいため、夏はそこそこ涼しく、冬は極めて寒冷である。8月の平均気温は概ね23℃前後で、最高気温が35℃以上の猛暑日になることは極めて稀であり、過去最高気温は2018年（平成30年）8月23日に観測した36.5℃にとどまる。基本的にヒートアイランドの影響も少なく、熱帯夜もほとんど発生しないなど日本有数の避暑地の一つとされているが、全国的に記録的な暑さが続いた2021年（令和3年）8月、および2023年（令和5年）8月のように例外的に数日間、熱帯夜が続いた例もある。一方、1月の平均気温は概ねマイナス3℃前後、最低気温は概ねマイナス6℃前後と限りなく極寒に近い寒冷地でもある。
| 田沢湖（1991年 - ）の気候          | 田沢湖（1991年 - ）の気候 | 田沢湖（1991年 - ）の気候 | 田沢湖（1991年 - ）の気候 | 田沢湖（1991年 - ）の気候 | 田沢湖（1991年 - ）の気候 | 田沢湖（1991年 - ）の気候 | 田沢湖（1991年 - ）の気候 | 田沢湖（1991年 - ）の気候 | 田沢湖（1991年 - ）の気候 | 田沢湖（1991年 - ）の気候 | 田沢湖（1991年 - ）の気候 | 田沢湖（1991年 - ）の気候 | 田沢湖（1991年 - ）の気候 |
| 月                                 | 1月                       | 2月                       | 3月                       | 4月                       | 5月                       | 6月                       | 7月                       | 8月                       | 9月                       | 10月                      | 11月                      | 12月                      | 年                        |
| ---------------------------------- | ------------------------- | ------------------------- | ------------------------- | ------------------------- | ------------------------- | ------------------------- | ------------------------- | ------------------------- | ------------------------- | ------------------------- | ------------------------- | ------------------------- | ------------------------- |
| 最高気温記録 °C （°F）             | 10.9 (51.6)               | 16.8 (62.2)               | 19.5 (67.1)               | 29.4 (84.9)               | 32.3 (90.1)               | 32.6 (90.7)               | 35.8 (96.4)               | 36.5 (97.7)               | 33.3 (91.9)               | 28.3 (82.9)               | 23.2 (73.8)               | 15.4 (59.7)               | 36.5 (97.7)               |
| 平均最高気温 °C （°F）             | 0.4 (32.7)                | 1.5 (34.7)                | 5.3 (41.5)                | 12.8 (55)                 | 19.2 (66.6)               | 23.2 (73.8)               | 26.2 (79.2)               | 27.8 (82)                 | 23.7 (74.7)               | 17.1 (62.8)               | 9.9 (49.8)                | 3.1 (37.6)                | 14.2 (57.6)               |
| 日平均気温 °C （°F）               | −2.6 (27.3)               | −2.1 (28.2)               | 1.0 (33.8)                | 7.2 (45)                  | 13.6 (56.5)               | 18.1 (64.6)               | 21.9 (71.4)               | 23.1 (73.6)               | 18.7 (65.7)               | 12.0 (53.6)               | 5.4 (41.7)                | −0.1 (31.8)               | 9.7 (49.5)                |
| 平均最低気温 °C （°F）             | −6.0 (21.2)               | −5.9 (21.4)               | −3.1 (26.4)               | 1.8 (35.2)                | 8.1 (46.6)                | 13.5 (56.3)               | 18.3 (64.9)               | 19.3 (66.7)               | 14.5 (58.1)               | 7.2 (45)                  | 1.2 (34.2)                | −3.2 (26.2)               | 5.5 (41.9)                |
| 最低気温記録 °C （°F）             | −17.6 (0.3)               | −17.1 (1.2)               | −16.1 (3)                 | −8.0 (17.6)               | −2.0 (28.4)               | 3.8 (38.8)                | 9.6 (49.3)                | 9.0 (48.2)                | 2.2 (36)                  | −2.2 (28)                 | −8.2 (17.2)               | −14.2 (6.4)               | −17.6 (0.3)               |
| 降水量 mm （inch）                 | 132.4 (5.213)             | 118.0 (4.646)             | 149.1 (5.87)              | 153.0 (6.024)             | 165.9 (6.531)             | 161.7 (6.366)             | 290.5 (11.437)            | 280.8 (11.055)            | 193.2 (7.606)             | 179.5 (7.067)             | 190.1 (7.484)             | 166.0 (6.535)             | 2,180.4 (85.843)          |
| 平均降水日数 （≥1.0 mm）           | 19.5                      | 17.0                      | 17.0                      | 14.6                      | 13.0                      | 11.4                      | 15.0                      | 12.6                      | 13.5                      | 14.6                      | 18.1                      | 20.3                      | 186.7                     |
| 平均月間日照時間                   | 41.6                      | 60.2                      | 94.5                      | 137.4                     | 178.2                     | 165.7                     | 136.3                     | 162.3                     | 133.2                     | 125.4                     | 78.6                      | 44.9                      | 1,358.1                   |
| 出典1：Japan Meteorological Agency |                           |                           |                           |                           |                           |                           |                           |                           |                           |                           |                           |                           |                           |
| 出典2：気象庁                      |                           |                           |                           |                           |                           |                           |                           |                           |                           |                           |                           |                           |                           |

## 観光

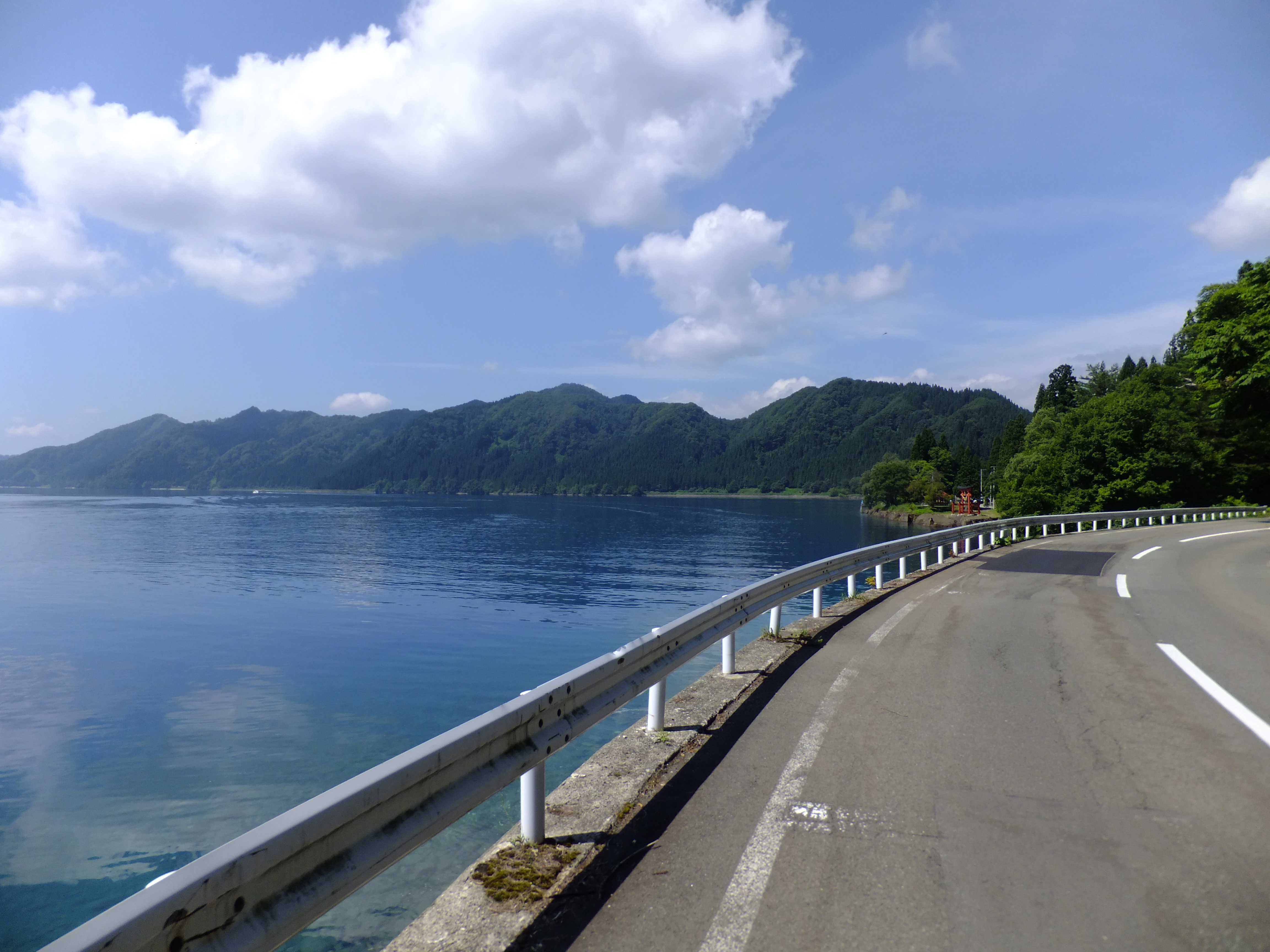
秋田県道38号田沢湖西木線

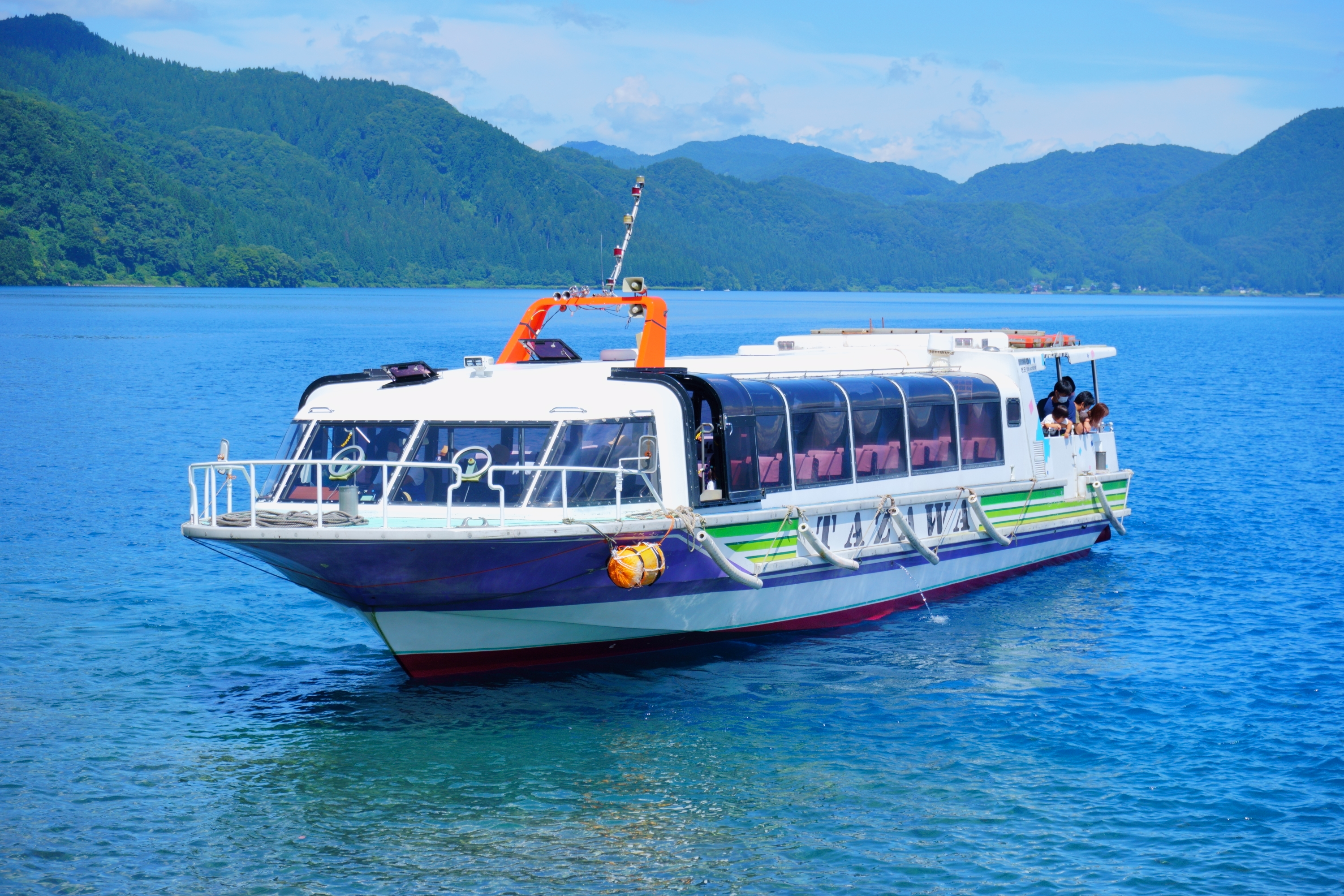
高速艇たざわ

湖畔には民間伝承に基づき舟越保武作のたつこ像が建てられ、辰子が竜になるきっかけとなった水を飲んだ場所と言われる湖の北岸には御座石神社が建てられている。湖畔を周回する秋田県道が3路線（秋田県道38号田沢湖西木線・秋田県道60号田沢湖畔線・秋田県道247号相内潟潟野線）整備され、周辺にはみやげ店、温泉旅館、ホテルなどが数多く営業している。
羽後交通の関連会社である羽後交通興業が4月から11月まで遊覧船を運航しており、レストハウスの営業を行っている。足こぎボートなどの貸出も行われているほか、湖畔の一部箇所では湖水浴場として認められており、海水浴場と同様な利用が可能となっている。

## 姉妹湖
- 澄清湖[17]
- 西湖 (富士五湖)[17]

## アクセス
- 駅
  - 東日本旅客鉄道田沢湖線 田沢湖駅より羽後交通バス
  - 秋田内陸縦貫鉄道秋田内陸線 松葉駅より松葉駅～田沢湖周遊タクシー[23]